# Heiltz-le-Maurupt
Heiltz-le-Maurupt – miejscowość i gmina we Francji, w regionie Grand Est, w departamencie Marna.
Według danych na rok 1990 gminę zamieszkiwało 405 osób, a gęstość zaludnienia wynosiła 25 osób/km².